# Aldnoah.Zero
Aldnoah.Zero (アルドノア・ゼロ Arudonoa Zero?) es una serie de género mecha creada por Olympus Knights y A-1 Pictures. La emisión del anime comenzó en julio de 2014, mientras que el manga se empezó a publicar en agosto de 2014. La dirección del anime está a cargo de Ei Aoki, y su creador original es Gen Urobuchi, quienes ya habían colaborado con anterioridad en Fate/Zero. Katsuhiko Takayama está a cargo del guion, Takako Shimura corrió a cargo de los diseños originales de los personajes, Hiroyuki Sawano compuso la música, Kalafina interpreta el tema de apertura del primer arco, heavenly blue, y Eir Aoi interpreta el tema de cierre del segundo arco, GENESIS. El elenco principal fue anunciado por Ei Aoki en AnimeJapan el 22 de marzo de 2014. Aniplex of America licenció la serie para ser emitida simultáneamente por Internet a partir de julio en Estados Unidos; mientras que Crunchyroll lo emite en el mismo formato en los países de habla hispana. Se emite en Tokyo MX, BS11, Asahi Broadcasting Corporation, Gunma TV y AT-X en Japón, con emisión simultánea por Internet disponible por Nico Nico Douga. En Australia se emite también por Internet por Hanabee. El anime fue dividido en dos arcos; el primero se emitió en el verano de 2014, el segundo arco se emitió en el invierno 2014-15.

## Trama
En 1999, tras el descubrimiento de una hiperpuerta en la Luna acontecido en 1972, una guerra estalla entre los humanos que viven en la Tierra y los que emigraron a Marte, quedando como consecuencia devastado el satélite natural de la Tierra. Varios años después se siguen viviendo secuelas de ese conflicto.

## Personajes

### Serie original

#### Protagonistas
Inaho Kaiduka (界塚 伊奈帆 Kaitsuka Inaho?)
 Seiyū: Natsuki Hanae
Un estudiante de bachillerato de la Tierra. Tras la muerte de sus padres, ha estado viviendo al lado de su hermana mayor, Yuki, quien es militar. Es caracterizado por su comportamiento no emotivo y estoico, y es alguien capaz de idear estrategias que ayudan a derrotar a los Caballeros de Marte, aún en la más fiera batalla. Inaho tiene un peculiar interés en las diversas formas que existen para preparar huevos. Él siente algo especial por la Princesa Asseylum, aunque Inaho no lo demuestra sino hasta el final del primer arco. Es muy apegado a su unidad de combate, un KG-6 Slepnir, cuyo distintivo es su color naranja. Su clave de combatiente es "Mustang 22" durante el primer arco, a partir del segundo arco pasa a ser "Mustang 00".
Al final del primer arco es gravemente herido por Saazbaum, para después recibir un disparo de Slaine, aunque logra sobrevivir; pierde su ojo izquierdo, el cual sería reemplazado por una máquina analítica que le permite hacer cálculos más rápidos y exactos en batalla, pero que también pone en riesgo su vida por estar alojada en el lóbulo temporal de su cerebro. También le sería otorgado el puesto de Subteniente de las Fuerzas Aliadas de la Tierra. Inaho recibió el Factor de Activación de la Aldnoah de la Princesa Asseylum, presuntamente cuando le dio respiración boca a boca.
Asseylum Vers Allusia (アセイラム・ヴァース・アリューシア Aseiramu Vāsu Aryūshia?)
 Seiyū: Sora Amamiya
Es la Princesa Primera del Imperio Vers. Es muy unida a Slaine. Ella viaja a la Tierra en una visita de buena voluntad, pero su caravana es atacada y se le cree muerta. Este asesinato es usado como casus belli para que los Caballeros Orbitales comiencen su invasión; sin embargo, la Princesa había enfermado ese día, por lo que la persona que murió en el atentado era una doble. Asseylum después comienza a viajar con Inaho y compañía bajo el seudónimo "Selum" (セラム Seramu?) y usando un camuflaje óptico mientras intenta lograr hacer contacto con su abuelo, el Emperador de Vers, con la esperanza de que él detenga la reavivada guerra; aunque tras la declaración formal de guerra del Emperador, la Princesa revela su identidad para asistir a las Fuerzas Aliadas de la Tierra en su lucha contra Marte.
Al final del primer arco es gravemente herida por Saazbaum; logra sobrevivir, permaneció en coma inducido por 19 meses en la base lunar del Imperio Vers, hasta que despertó gracias a que Lemrina la desconectó temporalmente de los aparatos que la mantenían con vida. Asseylum había sufrido de amnesia hasta que recibió de Mazuurek el amuleto que Slaine le había regalado. Asseylum posee control sobre la Aldnoah y su Factor de Activación.
Slaine Troyard (スレイン・トロイヤード Surein Toroiyādo?)
 Seiyū: Kenshō Ono
Es un chico terrícola que ha vivido los últimos 5 años de su vida en Marte debido a la investigación de su ahora difunto padre sobre la Aldnoah. Al morir su padre, 2 años antes del inicio de la historia, queda bajo custodia de Cruhteo y el yugo de la Familia Real del Imperio Vers. Es un amigo cercano de Asseylum, quien lo salvó a él y a su padre al haber un desperfecto en la nave en la que ambos viajaban a Marte, 5 años antes del comienzo de la historia. Suele ser un chico muy dócil y tímido, pero si la seguridad de Asseylum se ve en riesgo, es incluso capaz de matar, esto por lo que siente por la Princesa. Ha demostrado gran talento como piloto de Cargueros Aéreos de las fuerzas del Imperio Vers.
Al final del primer arco, Saazbaum le otorga el catafracto Tharsis, que anteriormente perteneciera a Cruhteo. Fue nombrado Caballero del Imperio Vers y posteriormente adoptado por Saazbaum, quien al morir le heredaría su título de Conde, pasando a tomar el nombre de Slaine Saazbaum-Troyard (スレイン・ザーツバルム・トロイヤード Surein Zātsubarumu-Toroiyādo?). Slaine recibió el Factor de Activación de la Aldnoah de Asseylum, presuntamente cuando ella lo salvó en el 2009, aunque su uso de él es limitado, por lo que requiere que Lemrina se lo vuelva a otorgar para activar de nueva cuenta un emisor de Aldnoah. 
Rayet Areash (ライエ・アリアーシュ Raie Ariāshu?)
 Seiyū: Sachika Misawa
Es una chica que vive en Nueva Awara. Su padre era uno de los pocos marcianos que habían quedado varados en la Tierra después de la guerra anterior. Ellos llevaron a cabo el intento de asesinato a cambio de la promesa de ser llevados de vuelta a Marte y ser nombrados Caballeros del Imperio Vers. Rayet presenció cuando Lord Trillram asesina a su padre y el resto de los conspiradores para evitar que hablaran en un futuro, por lo que, tras de que Yuki la rescatara, jura vengarse de todos los marcianos; razón por la cual, en un arrebato de ira, intenta asesinar a Asseylum. Aprendió a pilotar catafractos gracias a un juego de simulación de combate, a diferencia del resto de adolescentes, quienes recibieron entrenamiento militar obligatorio en las escuelas. Rayet, junto con Inaho, era una de las dos únicas personas que sabía de la identidad de Asseylum. En el segundo arco de la serie, ella se une formalmente a las Fuerzas Aliadas de la Tierra, tomando la clave de combatiente que perteneciera a Inaho, "Mustang 22". A partir de entonces, Rayet empieza a conflictuarse por el hecho de que odia a los marcianos, pero ella misma es una.

#### Fuerzas Aliadas de la Tierra
Inko Amifumi (網文 韻子 Amifumi Inko?)
 Seiyū: Mikako Komatsu
Es amiga de la infancia de Inaho y su compañera de clase, además de gustar de él. Es miembro del consejo escolar. Su clave de combatiente es "Mustang 11". Pese a su habilidad como piloto, tiende a estresarse muy fácilmente.
Calm Craftman (カーム・クラフトマン Kāmu Kurafutoman?)
 Seiyū: Taishi Murata
Es amigo y compañero de clase de Inaho. Él proviene de un país que fue severamente afectado por la Caída de los Cielos. Al contrario de lo que indica su nombre, Calm es muy ruidoso y jovial, aunque jura vengarse de todos los marcianos tras la muerte de Okisuke a manos de Lord Trillram. Es asignado a la unidad de mecánicos de la tripulación de Darzana.
Nina Klein (ニーナ・クライン Nīna Kurain?)
 Seiyū: Ai Kakuma
Es la mejor amiga de Inko y compañera de clase de Inaho. Ella es del mismo país de Calm, nación que fue afectada severamente por la Caída de los Cielos. Es la piloto de la nave FAT Deucalion. Nina es una chica a la cual no le gusta que duden de sus habilidades, además de tener un gran sentido de la moda.
Okisuke Mikuni (箕国 起助 Mikuni Okisuke?)
 Seiyū: Yoshitaka Yamaya
Fue amigo y compañero de clase de Inaho. Sus amigos le decían Okojo (オコジョ Okojo?) (armiño). Él fallece cuando intentaba salvar a Yuki de Lord Trillram.
Kisaki Matsuribi (祭陽 希咲 Matsuribi Kisaki?)
 Seiyū: Kengo Kawanishi
Es un estudiante de la Preparatoria Nueva Awara y superior de Inaho. Es voluntario del equipo de rescate del Teniente Marito. En el segundo arco pasa a ser el operador de comunicaciones del FAT Deucalion.
Yutaro Tsumugi (詰城 祐太朗 Tsumugi Yūtarō?)
 Seiyū: Sōma Saitō
Es un estudiante de la Preparatoria Nueva Awara y superior de Inaho. Es voluntario del equipo de rescate del Teniente Marito. En el segundo arco pasa a ser el operador del radar del FAT Deucalion.
Está obsesionado con Nina.
Yuki Kaiduka (界塚 ユキ Kaitsuka Yuki?)
 Seiyū: Sayaka Ohara
Es la hermana mayor de Inaho y Suboficial de las Fuerzas Aliadas de la Tierra. Ella es capaz de pilotar un catafracto en batalla y ha ayudado a entrenar a varios estudiantes en la Preparatoria Nueva Awara, incluyendo a Inaho. Su clave de combatiente es "Líder Mustang". Yuki decidió convertirse en soldado debido a que deseaba proteger a Inaho de cualquier peligro, siendo que ella fue quien crio y vio por su hermano desde muy temprana edad, por lo cual le mortifica la simple idea de que él su involucre en el combate. Tras los eventos del primer arco, Yuki intenta separar del ejército a Inaho, sólo para terminar estacionada en Yemen hasta que se le solicitara escoltar al FAT Deucalion.
Koichiro Marito (鞠戸 孝一郎 Marito Koichirō?)
 Seiyū: Kazuya Nakai
Es un Teniente de las Fuerzas Aliadas de la Tierra. Él, junto con Yuki, es entrenador en la preparatoria a la que asiste Inaho, pero también es un veterano de la guerra de 1999, y presenció de primera mano el poder de la Aldnoah. Pese a haber descrito lo que ocurrió 15 años atrás, antes de la Caída de los Cielos, el gobierno se rehusó a hacer público su Reporte Tanegashima, pues mostraba lo inútiles que eran en verdad las fuerzas de la Tierra. John Humeray, su mejor amigo, fallece tras de que el mismo Koichiro le disparara en un acto de piedad, pues había quedado atrapado en un tanque en llamas; por lo cual el Teniente se refugia en el alcohol para mitigar las experiencias vividas hace 15 años. Después de los eventos del primer arco por fin logra superar sus vivencias del pasado, siendo asignado a una base en Yemen, adquiriendo la clave de combatiente "Líder Clydesdale".
Soma Yagarai (耶賀頼 蒼真 Yagarai Sōma?)
 Seiyū: Kōsuke Toriumi
Es un médico que vive en Nueva Awara. Es amigo de Koichiro, a quien ayuda a lidiar con su trauma. Tras los eventos del primer arco obtiene el rango de Subteniente de las Fuerzas Aliadas de la Tierra, sirviendo en el ejército como oficial médico.
Darzana Magbaredge (ダルザナ・マグバレッジ Daruzena Magubarejji?)
 Seiyū: Ai Kayano
Es una Coronel de las Fuerzas Aliadas de la Tierra. Ella ayuda a Koichiro a evacuar a los civiles atrapados en Nueva Awara mientras Inaho, sus amigos, Rayet y Asseylum distraían a Lord Trillram. Su hermano mayor era John Humeray, el mejor amigo de Koichiro, quien falleció en la batalla de Tanegashima, ocurrida antes de la Caída de los Cielos. Al no conocer las circunstancias, Darzana culpa enormemente a Koichiro de la muerte de su hermano.
Kaoru Mizusaki (不見咲 カオル Mizusaki Kaoru?)
 Seiyū: Yū Shimamura
Es una Teniente Coronel de las Fuerzas Aliadas de la Tierra y asistente de Darzana. Ella se encarga de escoltar a los refugiados cuando Darzana se ofrece a ayudar a Koichiro. Darzana suele darle consejos sobre su vida amorosa, inclusive en medio de la batalla.
Shigo Kakei (筧 至剛 Kakei Shigō?)
 Seiyū: Makoto Furukawa
Es un Sargento de las Fuerzas Aliadas de la Tierra. Es voluntario del equipo de rescate del Teniente Marito.

#### Imperio Vers
Eddelrittuo (エデルリッゾ Ederurizzo?)
 Seiyū: Inori Minase
Es una joven chica marciana y fiel mucama de la Princesa Asseylum. Initencionalmente ha revelado la identidad de la Princesa en numerosas ocasiones, sin embargo nunca nadie se dio cuenta. Es muy consciente de la etiqueta y se ofende cuando se dirigen a la Princesa de forma casual, aunque nunca termina siendo tomada en serio. Ella y Asseylum se conocen tras de que Slaine dejara de vivir en el palacio de la Princesa, 2 años antes del comienzo de la historia.
A partir del segundo arco pasa a ser la mucama de Lemrina, pese a seguirle siendo leal a Asseylum.
Cruhteo (クルーテオ Kurūteo?)
 Seiyū: Shō Hayami
Fue un Conde del Imperio Vers y un Caballero de Marte. Como favor a Saazbaum, recibe a Slaine en su castillo tras la muerte de su padre, aunque golpeaba al chico por cualquier falla que cometiera, por más insignificante que fuese. Fue amigo del Conde Saazbaum, sin estar al tanto de que él es uno de los conspiradores que intentaron asesinar a la Princesa. Tras torturar cruelmente a Slaine para obtener información, se entera de la verdad del supuesto asesinato de la Princesa; tras eso se disculpa con Slaine y jura encontrar a los culpables, sólo para ser atacado y asesinado por Saazbaum.
Saazbaum (ザーツバルム Zātsubarumu?)
 Seiyū: Tōru Ōkawa
Fue un Conde del Imperio Vers, un Caballero de Marte y el antagonista principal. Amigo de Cruhteo. Era alguien que ansiaba reiniciar una guerra entre Marte y la Tierra. Él fue uno de los conspiradores tras el intento de asesinato de la Princesa Asseylum. El piloteaba el catafracto Dioscuria, el cual usa para atacar el Castillo Cruhteo al darse cuenta de que fue descubierto; asesina a su compañero Caballero de Marte y secuestra a Slaine. Revela que el padre de Slaine lo salvó durante la Caída de los Cielos, por ello decidió rescatar a Slaine cuando Cruhteo estaba por matarlo. Su prometida, Orlane, murió durante la Caída de los Cielos y culpa a la Familia Real por ello, por lo cual desea asesinar a Asseylum y acaparar los recursos de la Tierra como venganza.
19 meses después de los eventos del primer arco nombró a Slaine Caballero del Imperio Vers y manipuló a la Princesa Lemrina para que se hiciera pasar por Asseylum para ayudarlo con sus planes. Tras haber adoptado a Slaine como su hijo, este lo asesina con una trampa que originalmente iba dirigida a Inaho, pues no lo había perdonado por haberle disparado a Asseylum.
Trillram (トリルラン Toriruran?)
 Seiyū: Takahiro Sakurai
Fue un Caballero de Marte que ostentaba el título de Barón y disfrutaba de torturar y asesinar terrícolas, además de haber matado a los marcianos que habían intentado asesinar a Asseylum para atar cabos sueltos. Piloteaba el catafracto Nilokeras, que poseía un escudo que absorbía todo aquello que entraba en contacto de él (sonido, luz y materia), y que sin embargo poseía un punto débil aprovechado por Inaho. Después sería asesinado a tiros por Slaine tras revelarle por accidente que era uno de los conspiradores.
Vlad (ブラド Burado?)
 Seiyū: Hiroki Yasumoto
Fue un Caballero de Marte que perseguía a los sobrevivientes de Nueva Awara a bordo de su catafracto, el Argyre, el cual poseía cuchillas de plasma capaces de cortar lo que fuera, siendo inclusive capaces de desviar o hacer explotar los disparos que iban en su contra. Fue obligado a retirarse tras haber sido derrotado por Inaho, Calm e Inko. Él regresa buscando venganza contra Inaho, sólo para morir a manos de este, quien usa el poder de sus cuchillas en su contra; lo hace caer en el océano y el calor emanado por sus cuchillas crea una explosión de vapor masiva que lo aniquila.
Femieanne (フェミーアン Femīan?)
 Seiyū: Yuki Kaida
Fue una Condesa y miembro de los Caballeros de Marte con quien se toparon los sobrevivientes de Nueva Awara al llegar a Tanegashima. Piloteaba el catafracto Hellas, que poseía seis brazos capaces de ser lanzados como misiles, que sin embargo funcionaban más como drones. Además de sus puños, el Hellas no poseía otras armas, lo cual le hacía débil ante un combate "cuerpo a cuerpo". Tras de que sus seis brazos son destruidos por Inaho y Slaine, Femieanne convierte el Hellas en una plataforma voladora con seis motores, sólo para ser arrollado por la nave FAT Deucalion, piloteada por Nina y cuya Aldnoah activó Asseylum; posteriormente es rematada por Rayet.
Harklight (ハークライト Hākuraito?)
 Seiyū: Daisuke Hirakawa
Es un súbdito de Slaine, a quien admira por el hecho de haber escalado al lugar en el que está pese a su origen terrícola y haber pasado por situaciones extremadamente difíciles. Como pago por su lealtad, Slaine le otorga el Catafracto Herschel, que fuera de Marylcian, y lo nombra Caballero.
Lemrina Vers Envers (レムリナ・ヴァース・エンヴァース Remurina Vāsu Envāsu?)
 Seiyū: Shiina Natsukawa
Es la Princesa Segunda del Imperio Vers y media hermana de Asseylum. Ambas princesas comparten al mismo padre, sin embargo poseen madres distintas. Ella desprecia su linaje real, y aunque sabe que sólo es utilizada como herramienta para activar la Aldnoah, continua con su misión pues la hace sentirse útil. Ella se hace amiga de Slaine. Saazbaum la acoge y protege cuando Gilzeria muere y les son negados los mismos derechos de Asseylum. Lemrina se hace pasar por Asseylum para pronunciar discursos que declaran la guerra a la Tierra, sin embargo Inaho sospecha que es una impostora. Las extremidades inferiores de Lemrina son débiles, por lo cual requiere de una silla de ruedas para desplazarse, aunque puede caminar por su propio pie en ambientes de baja gravedad. Su existencia es desconocida para la mayor parte del Imperio Vers, incluso para muchos de los que se encuentran en la base lunar del Imperio Vers, lugar donde ella habita.
Yacoym (ヤーコイム Yākoimu?)
 Seiyū: Kazuyuki Okitsu
Fue un Barón del Imperio Vers. Pilotaba el catafracto Elysium, cuya habilidad era la "dilución de la entropía". Es derribado por Inaho tras lograr penetrar el campo sin entropía que lo rodeaba.
Marylcian (マリルシャン Marirushan?)
 Seiyū: Susumu Chiba
Barouhcruz (バルークルス Barūkurusu?)
 Seiyū: Ryota Takeuchi
Mazuurek (マズゥールカ Mazūruka?)
 Seiyū: Toshiyuki Toyonaga
Un Conde y Caballero de Marte contactado por Barouhcruz y Marylcian, que no siente rencor por los terrícolas y solo pelea cuando no tiene opción. Su catafracto era el Sirenum, capaz de crear un poderoso tornado gravitacional. Es derrotado por Marito e Inaho y capturado, pero no sin antes apagar el emisor de Aldnoah de su catafracto. Cuando Inaho lo interroga, se da cuenta de que no tiene las mismas intenciones que el resto de los marcianos, decidiendo contarle todo lo que sabe sobre el intento de asesinato y sus sospechas sobre la impostora. Es liberado por Inaho y Rayet, prometiendo que encontrará a la verdadera Asseylum. Eventualmente le devuelve a Asseylum el amuleto que Slaine le había regalado por medio de Eddelrittuo, haciendo que la Princesa recobre la memoria.
Rayregalia Vers Rayvers (レイレガリア・ヴァース・レイヴァース Reiregaria Vāsu Reivāsu?)
 Seiyū: Shinji Ogawa †, Takayuki Sugō (episodio 23)
Es el Emperador de Marte y el abuelo de Asseylum. Él fundó el Imperio en 1972, cuando la tecnología Aldnoah lo reconoció como su legítimo heredero y grabó su Factor de Activación en sus propios genes, dándole control absoluto sobre ella. Todos sus descendientes comparten este poder, y él puede conceder control limitado de la Aldnoah y su Factor de Activación a otros. Monopolizó este poder y basó la autoridad de su Imperio en una fuerza militar, creando una clase de guerreros "leales" a él: los Caballeros de Marte. Se retira en 1997 del trono por cuestiones de salud, pero al morir Gilzeria, su hijo, en 1999, al estar en primera fila de la Caída de los Cielos, es obligado a regresar al trono. Rayregalia ha sido manipulado por Saazbaum, quien le ha hecho creer que su nieta realmente está muerta, que Slaine es un espía terrícola y que debe declarar de forma oficial la guerra en contra de la Tierra.

### Aldnoah.Zero Gaiden: TWIN GEMINI

#### Protagonistas
Mizuki Mikage (三影 弥月 Mikage Mizuki?)
Es una chica de tercer año de secundaria que vive en Sapporo, Hokkaido junto con su hermano gemelo, Haruya, y su padre, Soun. Le tiene un gran aprecio a Haruya, quien la defiende cuando está en problemas. Es una chica muy ágil y fuerte, además de una excelente piloto de catafractos, sin embargo prefiere mantener un perfil bajo para evitar meterse en problemas y que Haruya termine herido por causa suya. Tras el "asesinato" de la Princesa Asseylum, ella ayuda a evacuar a la gente de su ciudad, pero termina ofreciéndose como voluntaria para combatir a las gemelas de Marte. :Su nombre hace referencia a la Luna. Hace un cameo en el episodio final de la serie original, presenciando la activación del primer emisor de Aldnoah desarrollado en la Tierra.
Haruya Mikage (三影 陽弥 Mikage Haruya?)
Es el gemelo fraterno de Mizuki. Es muy alegre, impulsivo y enérgico, y no le gusta ver decaída a su hermana. Ha demostrado ser un hábil piloto de catafractos, aunque no al mismo nivel que Mizuki, sin embargo le cuesta seguir órdenes. Tiene una cicatriz sobre su ojo derecho, ocasionada por un golpe que recibió al defender a Mizuki. Cuando comienza el ataque de las gemelas de Marte, él pelea al lado de su padre. Su nombre hace referencia al Sol. Hace un cameo en el episodio final de la serie original al lado de su hermana.
Libitina (リビティナ Ribitina?)
Una Vizcondesa del Imperio Vers y una de las Gemelas de Marte. Ella desea la guerra contra la Tierra, en busca de redimir el nombre de su familia. Aun en medio del combate, Libitina siempre busca el bienestar de su hermana. Ella está a cargo de las armas y la maniobrabilidad del catafracto Acidalia.
Libertina (リべルティナ Riberutina?)
Una Vizcondesa del Imperio Vers y una de las Gemelas de Marte. Ella no está de acuerdo con atacar la Tierra, debido al hecho de que no cree que eso vaya de acuerdo a los deseos de la Princesa Asseylum, sin embargo es convencida de pelear por Libitina, aunque bajo sus propias condiciones. Es amiga cercana de Giovanni, uno de los misioneros de avanzada que habían viajado a la Tierra para preparar la visita de Asseylum. Ella está a cargo de las habilidades de hackeo y control de mecanismos que posee el catafracto Acidalia.

#### Fuerzas Aliadas de la Tierra
Hanami Okuizumi (奥泉 花波 Okuizumi Hanami?)
Es una chica de tercer año de secundaria que asiste a la misma escuela que Mizuki y Haruya. Es una alumna de excelencia, y era la piloto más hábil de su escuela hasta antes de la llegada de los gemelos Mikage, razón por la cual le guarda rencor a Mizuki. Tras haber ayudado a evacuar a las personas de un asilo, entre las cuales estaba su abuela, se ofrece para ayudar en el combate contra las gemelas de Marte.
Soun Mikage (三影 蒼雲 Mikage Soūn?)
Es el padre de Mizuki y Haruya, además de un Teniente Coronel de las Fuerzas Aliadas de la Tierra. Ha enseñado a sus hijos a manejar armas desde pequeños, a quienes quiere mucho, pese a ser muy estricto con ellos. Él sabe acerca del Reporte Tanegashima de Koichiro, siendo de las pocas personas que lo toman como algo verídico.
Tsurara Aosaka (青坂 氷柱 Aosaka Tsurara?)
Es una Teniente de las Fuerzas Aliadas de la Tierra y una de las personas encargadas de entrenar a los alumnos que asisten a la escuela de Mizuki y Haruya. Es una de las personas que participan en el ataque contra las gemelas de Marte cuando estas comienzan su ataque a Sapporo.
Virgil Vernon (ヴァージル・ヴァーノン Vājiru Vānon?)
Es un Sargento de las Fuerzas Aliadas de la Tierra. Es uno de los sobrevivientes del ataque de las Gemelas de Marte a una de las bases de las Fuerzas Aliadas de la Tierra. Él informa a Soun y a Tsurara de las habilidades que posee el Acidalia.

#### Imperio Vers
Keteratesse (ケテラテッセ Keteratesse?)
Es un Conde del Imperio Vers. En la serie original se le ve aterrizando en Pekín. Él envía a dos Baronesas, las gemelas de Marte, a Hokkaido para impedir que Cruhteo reclame todo Japón como su territorio, pues él no es muy del agrado de Keteratesse.
Giovanni (ジョヴァンニ Jovuanni?)
Sería presentado como Willy Fersen (ウィリー・フェルゼン Uirī Feruzen?), un Suboficial de las Fuerzas Aliadas de la Tierra y una de las personas encargadas de entrenar a los alumnos que asisten a la escuela de Mizuki y Haruya, sin embargo se revelaría que es un espía del Imperio Vers. Había viajado como misionero de avanzada a la Tierra. Libertina guarda sentimientos por él.

## Terminología
Aldnoah (アルドノア Arudonoa?)
Es definida como una tecnología perteneciente a una civilación marciana que habitó ese planeta hace 3 millones de años. Es básicamente una forma de energía inmaterial (Asseylum la invoca directamente desde su cuerpo para crear su camuflaje óptico) concentrada en dispositivos llamados "emisores de Aldnoah", en los cuales debe ser activada por aquellos que posean su Factor de Activación para brindar energía a la máquina o dispositivo en la cual se encuentre instalado el emisor. Una vez activada la Aldnoah de un emisor, no puede ser desactivada sin el consentimiento de aquel que la activó, a no ser que el responsable de ello fallezca; siendo una excepción la Familia Real, quienes poseen la capacidad de desactivar los emisores activados por cualquier persona.
Híperpuerta (ハイパーゲート Haipāgēto?)
Un portal descubierto en la Luna por el Apolo 17 en 1972. Se cree que era propiedad de la antigua civilización que poseyó la Aldnoah.
La Caída de los Cielos (ヘブンズ・フォール Hebunzu Fōru?)
Es el nombre con el cual se denominó a la destrucción de la Luna debida al estallido de la Híperpuerta, que se había salido de control. Gran parte de los escombros de la Luna pasaron a formar el Cinturón Satelital, que orbita alrededor de la Tierra; otros tantos cayeron en la Tierra, provocando grandes catástrofes. La caída de esos fragmentos de la Luna, junto con los subsecuentes cambios climáticos, redujeron a menos de la mitad la población mundial.
Cinturón Satelital (サテライト・ベルト Sateraito Beruto?)
Es el anillo de débris formado alrededor de la Tierra tras la destrucción de la Luna en 1999. Como se vio en el segundo arco de la serie, tanto la Tierra como el Imperio Vers han establecido varias bases en él. La extraña gravedad que ocasiona el débris, denominada "viento", altera el rumbo de cualquier disparo, haciendo difícil combatir ahí.
Fuerzas Aliadas de la Tierra (地球連合 Chikyū Rengō?)
Las Fuerzas Aliadas de la Tierra (siglas: FAT), también conocidas por su nombre en inglés, United Forces of Earth (siglas: UFE), son una iniciativa de la ONU establecida en 1986 tras la amenaza inminente del recién formado Imperio Vers. Tiene un alcance militar global. Sus cuarteles generales se encuentran en Novostal'sk, Rusia, los cuales consisten en un refugio subterráneo 600m bajo tierra con capacidad y provisiones para dar albergue a una gran multitud de personas. Tras la guerra de 1999, comenzó a desarrollar catafractos para hacer frente al poder de la Aldnoah. Desde su creación, las Fuerzas Aliadas de la Tierra se han visto envueltas en varios escándalos: continuamente denegaban las solicitudes de apoyo que Rayregalia hacía a la Tierra, aceptó sobornos multimillonarios de empresas privadas para otorgar jugosos contratos a estas, usó los catafractos que recién había desarrollado para dispersar las protestas en su contra y alteró los registros históricos para manipular la educación en las escuelas. Es una organización que vela únicamente por sus propios intereses, sin importarles las vidas que se pierdan en el proceso; siendo, sin embargo, el único medio de defensa que tiene la Tierra ante el ataque del Imperio Vers.
Imperio Vers (ヴァース帝国 Vāsu Teikoku?)
El doctor Rayregalia Vers Rayvers, líder de la misión de colonización de Marte, fundó esta nación en 1985, tras de que los gobiernos de la Tierra le empezaron a denegar apoyo y la provisión de suministros. Rayregalia sería encarcelado por dicho acto, para después ser liberado de prisión por un grupo de seguidores, decidiendo en ese momento independizarse de la Tierra. El Imperio Vers se basa en un sistema feudal parecido al usado en las sociedades europeas en la Edad Media y basado en la tecnología Aldnoah, donde los poderosos tienen recursos en abundancia y la población en general pasa por muchas carencias, subsistiendo sólo con clorela y kril. Con el paso del tiempo, el Imperio ha ido terraformando la superficie de Marte.
Impulsado por el odio y tras haber ascendido al trono, Gilzeria, el segundo Emperador e hijo de Rayregalia, empieza una revolución industrial impulsada por la Aldnoah, así como una campaña de odio contra la Tierra, la cual resulta ser muy efectiva. Con ello comienza una guerra contra la Tierra usando los poderosos catafractos y Castillos Aterrizantes que habían desarrollado. Dicha batalla fue llevada cabo en la Luna y fue la causa de que la Híperpuerta se saliera de control y estallara, matando a todos los involucrados, incluyendo al mismo Gilzeria, en el proceso. Tras su regreso al trono, Rayregalia acepta una política de cooperatividad con la Tierra, sin que ello apaciguara el odio de los habitantes del Imperio Vers hacía dicho mundo. Según Rayregalia, Vers es el nombre con el que la civilización que habitó en Marte hace 3 millones de años llamaba a ese planeta.
Catafracto (カタフラクト Katafuracto?)
Se denomina así a todas las unidades mecánicas de combate, tanto terrícolas como marcianas. Su nombre proviene de una unidad medieval de caballería dónde el caballo y el jinete portaban armadura. 
Catafractos terrícolas
- KG-6 Slepnir (KG-6 スレイプニール KG-6 Sureipunīru?): Son unidades que se diseñaron para el combate contra tropas marcianas y como equipo anti-motines, pero han quedado obsoletas, por lo cual ahora se usan como equipos de entrenamiento militar; sin embargo Inaho prefiere pilotar un Sleipnir por ser más ligero y, por ende, más maniobrable. Toman su nombre del caballo mitológico Sleipnir.

- KG-7 Arión (KG-7 アレイオン KG-7 Areion?): Son unidades de nueva generación para el combate contra tropas marcianas, producidas en masa por las Fuerzas Aliadas de la Tierra. Posee una armadura más gruesa que su antecesor, lo cual aumenta considerablemente su peso. Inko, Yuki, Koichiro, Rayet, Mizuki, Soun, Tsurara y Virgil han pilotado este tipo de unidades. Toman su nombre del caballo mitológico Arión.

Catafractos marcianos
Todos los catafractos marcianos son potenciados por la Aldnoah, lo cual les permite tener habilidades que incluso llegan a desafiar las leyes de la física o hacer uso extraordinario de ellas. Los nombres de los catafractos marcianos vienen de nombres de accidentes geográficos marcianos.
- Nilokeras (ニロケラス Nirokerasu?): Fue el Catafracto de Lord Trillram. Poseía una barrera dimensional que impedía el paso de la materia, luz y sonido, salvo pequeñas zonas necesarias para su buena operabilidad.

Toma su nombre de Nilokeras Scopulus, un acantilado del hemisferio norte de Marte, que a su vez toma el nombre del griego "Νείλουκέρας", "cuerno del Nilo".
- Argyre (アルギュレ Arugyure?): Fue el catafracto de Lord Vlad. Contaba con dos cuchillas de plasma capaces de cortar cualquier material, además de que las altas temperaturas que emanaban de ellas podían ser una defensa contra proyectiles que pudieran dañarle.

Su nombre proviene de Argyre Planitia, una llanura en el hemisferio sur de Marte, que a su vez recibe su nombre del griego "Αργυρε", una isla de plata de la mitología griega.
- Hellas (ヘラス Herasu?): Fue el catafracto de la Condesa Femieanne. Contaba con seis brazos capaces de ser disparados como proyectiles y la capacidad de transformarse en una plataforma voladora.

Su nombre proviene de Hellas Planitia, una llanura en el hemisferio sur de Marte, que recibe el nombre del griego antiguo "Ἑλλάς", "Grecia" en el mencionado idioma.
- Tharsis (タルシス Tarushisu?): Fue el catafracto que perteneció al Conde Cruhteo y después sería otorgado a Slaine Troyard. Su gran capacidad de maniobra se debía a que podía ver el futuro inmediatamente próximo. Es destruido junto con la unidad Sleipnir que tripulaba Inaho en su enfrentamiento final contra este, siendo Slaine rescatado por Inaho al ingresar en la atmósfera terrestre.

Recibe el nombre de Tharsis, una altiplanicie volcánica de la zona ecuatorial de Marte, que a su vez proviene del hebreo "תַּרְשִׁישׁ", Tarsis, un término que aparece con varios significados en la Biblia hebrea (un equivalente cercano al Antiguo Testamento).
- Dioscuria (ディオスキュリア Diosukyuria?): Fue el catafracto del Conde Saazbaum. Posee la habilidad de separarse en 3 unidades: 2 autónomas y una bajo el control de Saazbaum, y recombinarse, teniendo en este modo las habilidades del Nilokeras, el Argyre y el Hellas; además de una capacidad de vuelo superior. Es severamente dañado por Inaho, pero no totalmente destruido gracias a la intervención de Slaine. Saazbaum construiría una segunda unidad tiempo después, sin embargo sería destruida por Slaine gracias a que Inko deshabilitó su barrera dimensional, matando al Conde en el proceso.

Toma su nombre de Dioscuria una región de Marte, que a su vez toma el nombre del griego "Διόσκουρια", "hogar de los Dioscuros".
- Deucalion (デューカリオン Deyūkarion?): Fue el catafracto de la Vizcondesa Orlane. Poseía la capacidad de controlar la gravedad. Es prácticamente destruido en la Caída de los Cielos, pero es recuperado y desmantelado por las Fuerzas Aliadas de la Tierra para construir un prototipo de una nave de combate voladora que heredaría su nombre, la FAT Deucalion.

Recibe su nombre de Deucalionis Regio, una región de Marte, que literalmente significa "territorio de Deucalión", quien en la mitología griega es el hijo de Prometeo.
- Geryon (ゲリュオン Geryuon?): Es el catafracto del Conde Keteratesse, armado con látigos eléctricos para sujetar enemigos. Se desconocen el resto de sus capacidades.
- Acidalia (アキダリア Akidaria?): Es el catafracto de las Vizcondesas Libitina y Libertina. Es la única unidad marciana conocida que es tripulada por dos personas. El Acidalia posee una gran variedad de armas: potentes pulsos electromagnéticos que deshabilitan toda unidad que esté próxima, un cañón de partículas capaz de evaporar una montaña entera y lanzas que le permiten a Libertina controlar los catafractos terrícolas.
- Elysium (エリシウム Elysium?): Fue el catafracto del Barón Yacoym, capaz de generar un campo de dilución de la entropía, capaz de congelar todo en un radio de 1 km y que puede desviar balas gracias al Efecto Meissner. Fue derribado por Inaho tras lograr penetrar sus defensas.
- Herschel (ハーシェル Hāsheru?): Fue el catafracto que perteneció al Conde Marylcian y que luego sería otorgado a Harklight. Poseía una multitud de drones que le permiten ejecutar un ataque simultáneo desde varios ángulos.
- Octantis (オクタンティス Okutantisu?): Fue el catafracto del Conde Barouhcruz, que está armado con bobinas electromagnéticas unidas a filamentos capaces de ser usados como cuchillas ultra filosas, y que al girar se les puede usar como escudos.
- Solis (ソリス Sorisu?): Fue el catafracto del Conde Selnakis, capaz de disparar láseres de las dos plataformas en su cabeza desde una distancia sorprendente. Es destruido desde la distancia por el Deucalion.
- Sirenum (シレーン Shirēn?): Fue el catafracto del Conde Mazuurek, capaz de manipular la gravedad utilizando 6 esferas, y cuyas ondas destruían todo lo que se le acercara. Fue deshabilitado por Inaho desde el espacio mientras el Teniente Marito llamaba su atención.
- Elektris (エレクトリス  Erekutorisu?): Fue el catafracto del Conde Zebrin, capaz de cubrirse con una barrera eléctrica y también dispararla. A diferencia de otros catafractos que tienen una forma bípeda, el Elektris tenía un diseño parecido al de un tanque flotante. Inaho lo destruye aprovechando su mismo potencial eléctrico.
- Skandia (スカンディア Sukandia?): Fue el catafracto de la Condesa Rafia, capaz de volverse invisible sin generar una sombra o calor. Tenía la forma de un centauro que le permitía cargar a otro catafracto y también expandir su campo de invisibilidad. Estaba armado con una ballesta que disparaba flechas explosivas. Yuki se encarga de derribarlo cuando Inaho le indica la posición de este.
- Ortigya (オルテュギア Oruteyugia?): Fue el catafracto del Conde Olga, capaz de multiplicarse a sí mismo gracias a la teletransportación cuántica. Esto significa que cada unidad era "real", controlada individualmente por Olga, y que no podía ser destruido permanentemente mientras hubiera al menos uno, razón por la cual Inaho "esclaviza" a todos los Arión que estaban a su alrededor para destruir todas las unidades.

Castillo Aterrizante (揚陸城 Yōriku-jō?)
Un Castillo Aterrizante es una estructura masiva de 2 km de largo, que sirve de hogar y fortaleza para los Condes de los 37 Clanes de los Caballeros Orbitales y sus sirvientes. Al descender a tierra pueden crear una devastación similar al de una bomba nuclear. Poseen férreas defensas antiaéreas, además de poder albergar en su interior varios catafractos y Cargueros Aéreos, naves usadas para transportar dichos mecanismos al campo de batalla.
Nave de guerra coleóptera (航宙艦 Kōchū-kan?)
Son naves usadas por el Imperio Vers en el segundo arco para combatir en el espacio. Posee un escudo para cubrirse del débris y cañones láser.

## Producción
Aldnoah.Zero fue anunciado el 15 de febrero de 2014 como un proyecto liderado por Nitro+, con animación de A-1 Pictures y Troyca. Fue creado por Gen Urobuchi y es dirigido por Ei Aoki. El diseño de las máquinas corrió a cargo de Kenji Teraoka, los personajes fueron creados por Masako Matsumoto y diseñados por la reconocida mangaka Takako Shimura. Katsuhiko Takayama es el encargado de la composición de la serie. La música fue compuesta por Hiroyuki Sawano. El tema de apertura, heavenly blue (Azul Celestial), es interpretado por Kalafina. La serie cuenta con dos temas de cierre: A/Z (Cero Abstracto) para los episodios 2-3, 5-6 y 9, y aLIEz en los episodios 1, 4, 7-8, 10 y 11; ambos compuestos por Hiroyuki Sawano e interpretados por mizuki.
El Comité de Producción de Aldnoah.Zero, Project AZ, consiste de Aniplex, Houbunsha, Tokyo MX, Nippon BS Broadcasting, Asahi Broadcasting Corporation, MAGES, Nitroplus y Movic.

## Distribución
Las dos temporadas se encuentran disponibles en Crunchyroll en Latinoamérica.